# 打越元久
打越 元久（うちこし もとひさ、1958年〈昭和33年〉3月20日 - ）は、歌手であり米穀店の店主（打越米穀店）。兵庫県津名郡津名町（現：淡路市）出身。大阪学院大学卒業。

## 経歴
高校まで地元淡路島で過ごし大学時代にはフォークソング部に所属した。その後たまたまやしきたかじんのコンサートのスタッフとしてアルバイトを経験したのをきっかけに弟子となる、4年2か月間弟子となった。
1990年、アポロンから（現在のバンダイ・ミュージックエンタテインメント）「うちこしもとひさ」名義で「そのまま」をリリース。前大新クレジット（現在のスタフィ）のCMに起用される。
2018年、作詞は及川眠子 「遺した想い」打越元久 名義でリリース。
現在は実家の米穀店の店主をしつつメジャーリーグのヤンキース戦のTV観戦が日課でファンクラブにも入っている。

## ラジオ番組
- 真夜中のなか（MBSラジオ）
- 長保有紀の歌謡曲で行きましょう（ラジオ大阪）
- 1994年、Radio Easy RADIO HAAFUU（FM OSAKA）
- 2004年、MBS夜な夜な倶楽部火曜日 畑中フー・打越元久のハーフータイム（MBSラジオ）
- 2004年、月極ラジオ（MBSラジオ）
- 月刊レディオハーフー from OSAKA（FM高松、第4金曜日 17:00-18:00）
- RADIO HAAFUU～ラジオの未来 （ラジオ関西、2009年10月 - 2010年3月）
- 現在、20年来の旧友である畑中フーとともにインターネットラジオ番組を不定期で放送中。放送後は公式ホームページにて徐々に公開している。
- 2024年、インターネットラジオ「https://www.m-yumekanaradio.com/」毎週月曜日22時〜